# Аркадьев, Гелий Витальевич
Ге́лий Вита́льевич Аркадьев (9 октября 1927 — 6 октября 2002) — советский, российский художник-мультипликатор и художник-постановщик, художник-иллюстратор.

## Биография
Сын Виталия Аркадьева.
Окончил Московский государственный педагогический институт имени Потёмкина (художественно-графический факультет, 1946—1947).
С 1951 по 1954 год работал в Московской школе № 454 учителем рисования.
На киностудию «Союзмультфильм» пришёл в 1954 году, начинал фоновщиком — художником, рисующим фоны для сцен мультфильма, вся дальнейшая его творческая судьба была связана с «Союзмультфильмом».
В 1958 году уже как художник-постановщик был приглашён патриархом отечественной мультипликации Александром Ивановым на его картину «Спортландия».
В 1969 году Лев Атаманов пригласил Гелия Аркадьева художником-постановщиком на фильм «Балерина на корабле», впоследствии мультфильм получил широкое признание как на Родине, так и за рубежом, а также ряд престижных призов.
До фактического прекращения работы «Союзмультфильма» в начале 1990-х годов работал на этой киностудии. Сотрудничал с ведущими режиссёрами. Потом работал на независимых студиях «ШАР» и «Анимафильм».
Умер в 2002 году. Похоронен на Востряковском кладбище (участок № 122).

## Фильмография

### Художник-постановщик
- 1957 — Дитя солнца
- 1958 — Спортландия
- 1964 — Следы на асфальте
- 1969 — Балерина на корабле
- 1971 — Терем-теремок
- 1971 — Старая фотография
- 1971 — Урок не впрок
- 1972 — Бабочка
- 1973 — Сокровища затонувших кораблей
- 1973 — Что страшнее?
- 1974 — Сказка за сказкой
- 1974 — Юморески (выпуск 3)
- 1975 — День чудесный
- 1976 — Слушается дело о… Не очень комическая опера
- 1977 — Весёлая карусель  (Выпуск 9, сюжет 1. «За щелчок»)
- 1977 — Весёлая карусель (Выпуск 9, сюжет 2. «Клоун»)
- 1978 — Горный мастер
- 1979 — Премудрый пескарь
- 1980 — И с вами снова я…
- 1981 — Отражение
- 1982 — Тайна жёлтого куста
- 1984 — А что ты умеешь?
- 1985 — Пропал Петя-петушок
- 1987 — Белая трава
- 1987 — Любимое моё время
- 1987 — Муму
- 1991 — История одного города. Органчик
- 1995 — Лев с седой бородой
- 1996 — Лягушка-путешественница
- 1997 — Долгое путешествие

### Художник
- 1955 — Ореховый прутик
- 1956 — Лесная история
- 1956 — Миллион в мешке
- 1957 — Чудесница
- 1960 — Мук (Мультипликационный Крокодил) № 1
- 1960 — Человечка нарисовал я
- 1961 — Дорогая копейка
- 1962 — Случай с художником
- 1962 — Светлячок № 2
- 1964 — Светлячок № 5
- 1964 — Кто виноват
- 1965 — Вовка в Тридевятом царстве
- 1967 — Песня о соколе
- 1968 — Малыш и Карлсон
- 1970 — Внимание! Волки!
- 1977 — Я к вам лечу воспоминаньем…
- 1978 — Кто побудет с детьми?
- 1981 — Тайна третьей планеты
- 1981 — Мария, Мирабела
- 1982 — Осень
- 1983 — О, море, море!
- 1989 — Стереотипы
- 1992 — Ромео и Джульетта

### Художник-мультипликатор
- 1966 — Агент Г. С.
- 1968 — Стеклянная гармоника
- 1990 — Школа изящных искусств. Возвращение